# Monomeria
 Monomeria  es un género que tiene asignadas 5 especies de orquídeas,  de la subtribu Bulbophyllinae de la  familia (Orchidaceae). Especies que se encuentran el SE de Asia. Anteriormente estaba incluida en Bulbophyllum. Es sinónimo del género Acrochaene Lindl.

## Etimología
El nombre del género Monomeria .

### Sinonimia
- Acrochaene Lindl.

## Hábitat
Las especies de Monomeria se encuentran en el SE de la región asiática en zonas elevadas.

## Especies de Monomeria
- Monomeria barbata Lindl 1828
- Monomeria dichroma (Rolfe) Schltr. 1914